# Музей Зальцбурга
Музей Зальцбурга — музей искусства и истории культуры города Зальцбург в Австрии. Был основан как муниципальный музей в 1834 году, ранее был известен как Музей Каролины Августы.

## История
Музей был основан в 1834 году Винценцем Марией Зюсс в Зальцбурге. В 1835 году после визита губернатора Альберта Графа Монтекукколи выставка оружия, книг, документов, монет и минералов стала доступной для публики. При поддержке бургомистра Зальцбурга Алоиса Лергетпорера в последующие годы были предоставлены другие помещения, в том числе благодаря пожертвованиям частных лиц.

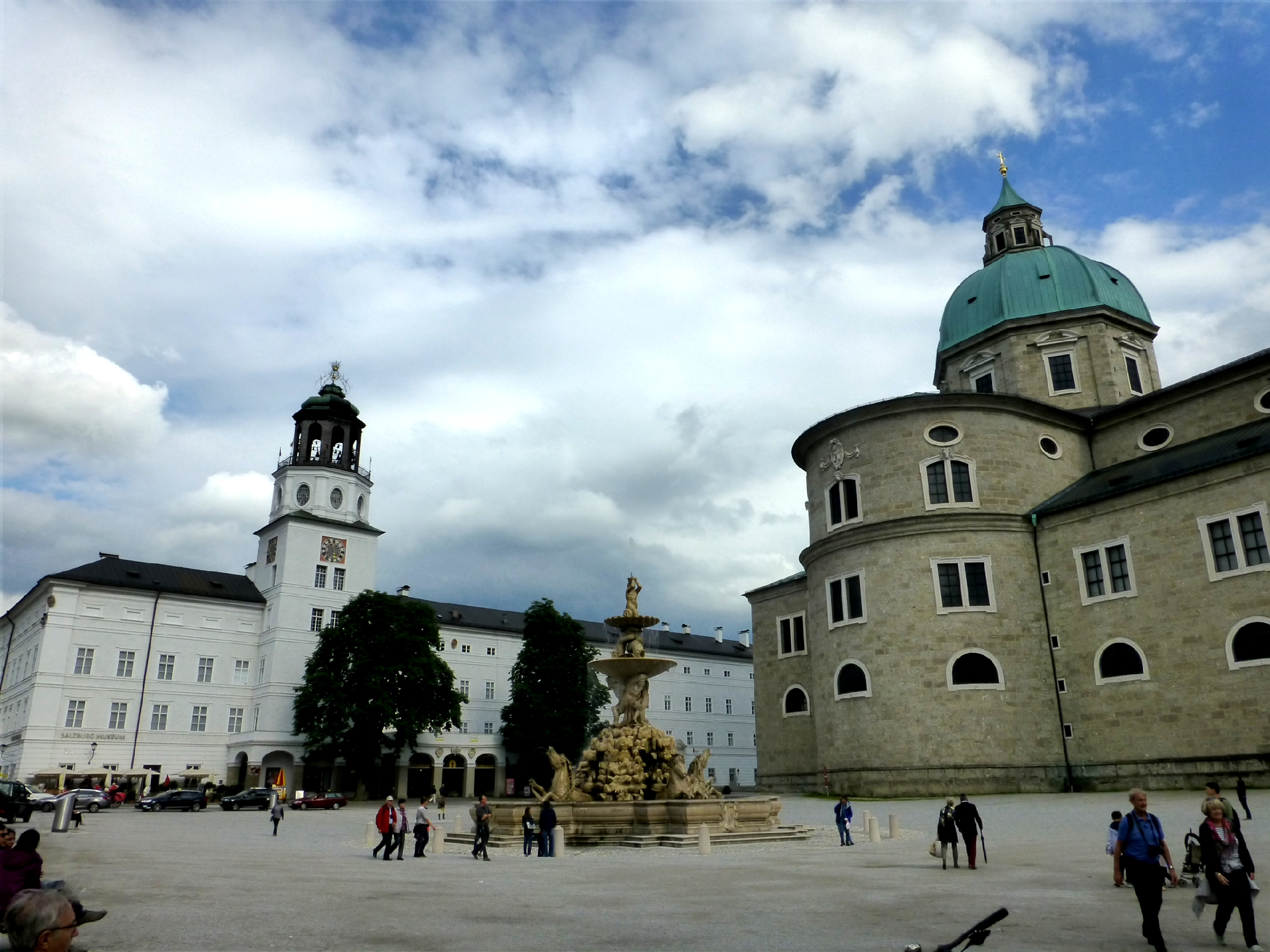
Музей Зальцбурга. Новая резиденция

В 1850 году он получил название Музея Каролины Августы после того, как вдова императора Франца II, Каролина Августа Баварская, переехала в Зальцбург и стала покровительницей музея. В 1856 году основатель музея Винценц Мария Зюсс скончался.
В 1895 году отдел естествознания из-за нехватки места был переведен во дворец Мирабель, предполагалось  во дворец  перевести весь музей. Позже предполагался переезд в крепость Зальцбург, но начало Первой мировой войны помешало реализации проекта. В 1923 году коллекция естествознания была окончательно переведена в  Музей естественной истории (Haus der Natur).
Первая американская бомбардировка Зальцбурга 16 октября 1944 года нанесла значительный ущерб музею, третья разрушила большую часть здания. Тем не менее, большая часть коллекции была спасена – экспонаты музея были спрятаны в шестнадцати безопасных от бомбардировок местах, таких как соляная шахта Халлейн, в замках или на фермах недалеко от города. Часть экспонатов безвозвратно утеряна, некоторые как, например, Панорама Саттлера (Sattler-Panorama), были извлечены из-под руин и восстановлены, другая же часть была украдена.
В 1967 году музею было предоставлено временное здание. Вскоре были открыты новые отделы музея: в 1974 году Музей раскопок собора (Domgrabungsmuseum), в 1978 году Зальцбургский музей игрушек (Salzburger Spielzeug Museum), в 2000 году был открыт музей-крепость Хоэнзальцбург.
В 1997 году Зальцбургский музей переехал в Новую резиденцию (Neue Residenz).
В конце сентября 2005 года было закрыто главное здание на Музейной площади. С 1 мая 2007 года он носит название «Зальцбургский музей» и располагется на площади Моцарта, музей был открыт 30 мая 2007 года .

## Музейное объединение
В ведении Зальцбургского музея также находятся:
- Музей-панорама Зальцбурга
- Музей Фольклора (Volkskunde)
- Музей-крепость (Festungsmuseum)
- Музей раскопок собора (Domgrabungsmuseum)
- Зальцбургский музей игрушек (Salzburger Spielzeug Museum)
- Кельтский музей Халлейн (Keltenmuseum Hallein)